# Deutsche Nachrichten für Süd-Amerika
Die Deutschen Nachrichten für Süd-Amerika erschienen  in Valparaíso von 1870 bis 1909. Sie waren die erste deutschsprachige Zeitung in Chile.

## Geschichte
Am 17. November 1870 erschien die erste Ausgabe der Deutschen Nachrichten in Valparaiso durch den 28-jährigen Alexander Trautmann. Sie war die erste deutschsprachige Zeitung in Chile und berichtete zunächst vor allem über den Deutsch-Französischen Krieg und weitere Ereignisse in Deutschland, auch mit einer ausführlicheren Presseschau und einem Feuilleton.
Sie erschien alle 14 Tage, später wöchentlich.
In den folgenden Jahren berichtete sie vor allem über Ereignisse und Themen der   der deutschen Siedler in Chile, die meist vor allem Ackerbau betrieben.
Von 1892 bis 1904 gab es zusätzlich eine Auslands-Ausgabe mit den wichtigsten Nachrichten aus Chile, die vierzehntäglich nach Europa versendet wurde.
Am 3. Juli 1909 erschien die letzte Ausgabe, da sie der Herausgeber Alexander Trautmann aus gesundheitlichen Gründen nicht mehr weiterführen konnte, er starb noch in demselben Jahr. Seit 1910 gab es stattdessen eine Deutsche Zeitung für Chile.